# 羽过天晴 (电视剧)
《羽过天晴》（英語：Summer Brothers），Double Vision Sdn.Bhd制作的励志家庭电视剧，由辛伟廉、吴俐璇、庄可比、林静苗、陈凯旋、庄仲维、刘铨盛、钟晓玉、陈诗莹、陈美君领衔主演，林奕廷、黄妙珠特别演出。此剧为《罪爱》之姐妹篇，亦是ntv7 14周年台庆剧，监制为龙德耀。

## 播出时间

### 首播
| 频道 | 所在地   | 播放日期      | 首播時间                 |
| ---- | -------- | ------------- | ------------------------ |
| ntv7 | 马来西亚 | 2012年7月12日 | 星期一至四 21:30 - 22:30 |

### 重播
| 频道     | 所在地   | 播放日期     | 首播時间                 |
| -------- | -------- | ------------ | ------------------------ |
| 八度空间 | 马来西亚 | 2018年7月5日 | 星期一至五 10:30 - 11:30 |

## 故事概要
夏伟忠（辛伟廉 饰演）曾经是备受瞩目的羽毛球选手，却在一场比赛被发现服用禁药，不仅冠军被剥夺，更因此受了重伤，从此一蹶不振，退出了羽球界。而与他相爱多年的女友张晨柔（钟晓玉 饰演）也离开了他，嫁给了他的好朋友兼战友何启骏（刘铨盛 饰演）。伟忠因此受了很大的打击，失去了了人生目标，自此颓靡渡日，成为了一个懒散又不务正业的痞子，专门以行骗来谋生。多年来就只有伟忠的看护廖瑞丽（吴俐璇 饰演）愿意呆在伟忠身边给于照顾，无论伟忠发生什么事情，瑞丽总是第一时间出现解困，甚至还收留了无家可归的伟忠。
5年后，伟忠重遇失散20年的亲生母亲林淑贤（林奕廷 饰演）。淑贤患有末期脑癌，与伟忠的弟弟夏伟恒（庄可比 饰演）相依为命。伟恒是一个智障人士，智商和七岁小孩差不多，淑贤知道自己时日不多，担心死后没人照顾伟恒，于是决定会到吉隆坡寻找伟忠，希望他能收留伟恒。然而，伟恒和淑贤却在来吉隆坡的路途中走散了，伟恒因此流落街头，而淑贤靠着晨柔的帮忙找到了伟忠。伟忠对于当年淑贤选择带走伟恒抛下自己和酒鬼爸爸，导致自己长期被爸爸虐待的事耿耿于怀，不但不跟淑贤相认，还出恶言把淑贤赶走，淑贤幸得瑞丽可怜而被她收留，和伟忠同住一屋檐下。当年淑贤原本打算把他们两兄弟都一并带走，可惜遭到了丈夫的阻止，丈夫只肯让淑贤带走伟恒，淑贤逼于无奈之下只能狠心抛弃伟忠，带走伟恒，多年来淑贤不断偷偷地关注伟忠，把他的新闻和成就都默默收藏起来。
伟恒流落街头，彷徨无助时幸得唐羽菲（林静苗 饰演）帮忙，带到了神庙里寄居。羽菲性格天真单纯，但略嫌愚笨拙蠢，容易相信别人，因此经常被人欺负，内心委屈苦闷。羽菲视伟恒为知己，伟恒则把羽菲当作恩人，两人仿佛遇见了生命中的知音，彼此把对方视为最要好的朋友。羽菲自从父母逝世后，和弟弟唐羽呈（陈凯旋 饰演）寄居在阿姨家，过着寄人篱下的日子。羽呈曾在羽球学院念书，对羽球颇有天赋，为了照顾姐姐羽菲只好退学，当起了快递员，而羽菲则在阿姨经营的面包店打工，常被阿姨刻薄对待，更被表弟利用来进行赌博，羽呈虽然常常责备羽菲不该太容易相信别人，但心里还是对羽菲被欺负感到心疼。阿姨为了自己的利益，哄骗羽菲嫁给一个来历不明的男人，羽菲为了不耽误羽呈的前途答应婚事，羽呈因此与她大吵一架，后来经过伟恒劝说后羽呈才明白羽菲的用心良苦，并及时救下了险遭性侵的羽菲。羽呈不再忍耐阿姨的所作所为，决定搬出去，却也因此得知父母并不是车祸逝世，而是因为搞音乐失败欠下债务累累而自杀逝世。
淑贤的病情日渐严重，终瞒不过身为护士的瑞丽，淑贤要求瑞丽不要告诉伟忠自己的病情，纸终究包不住火，淑贤在神庙祈求时晕倒，因此跟伟恒擦肩而过，瑞丽为了不让伟忠留下遗憾，将淑贤患有末期脑癌一事告知伟忠。淑贤始终没有找到伟恒，也没能让伟忠原谅自己，只留下了一封信给伟忠，最终带着遗憾病重逝世。眼见伟忠对亲情淡薄，瑞丽深感痛心，决定帮助淑贤找到伟恒，以解开伟忠的心结。另一边厢，羽菲和羽呈无家可归，只好暂时和伟恒一同寄居在神庙里。羽菲和伟恒意外救下在夜总会工作的歌女廖瑞恬（陈诗莹 饰演），瑞恬为了报答他们，把妹妹瑞丽的房子租给了他们，并借此还清自己的债务。命运辗转让伟恒遇上了伟忠，两兄弟意外重逢，瑞丽也被逼留下羽呈姐弟在家中，6人被逼同住一屋檐下，变成一个大家庭。

## 演员阵容

### 夏家
| 演员            | 角色   | 介绍 |
| 谢潮霖          | 忠父   | 林淑贤之夫 夏伟忠、夏伟恒之父 已逝世 |
| 蔡幸莉 （年轻） | 林淑贤 | 夏伟忠、夏伟恒之母 患有末期脑癌 于第1集被诊断患上默契脑癌 于第5集病重逝世 特别演出第1-5集、27集、30集                                               |
| 林奕廷          | 林淑贤 | 夏伟忠、夏伟恒之母 患有末期脑癌 于第1集被诊断患上默契脑癌 于第5集病重逝世 特别演出第1-5集、27集、30集                                               |
| 汤昱 （童年）   | 夏伟忠 | 阿忠 林淑贤之长子 夏伟恒之哥哥 廖瑞丽之房客，后为其男友 唐羽菲之暗恋对象 廖瑞恬之死敌 于第4集被黄鼠狼掳走，后被林淑贤和廖瑞丽所救 于第5集重遇夏伟恒 |
| 辛伟廉          | 夏伟忠 | 阿忠 林淑贤之长子 夏伟恒之哥哥 廖瑞丽之房客，后为其男友 唐羽菲之暗恋对象 廖瑞恬之死敌 于第4集被黄鼠狼掳走，后被林淑贤和廖瑞丽所救 于第5集重遇夏伟恒 |
| 李馨巧 （童年） | 夏伟恒 | 阿弟 林淑贤之次子 夏伟忠之弟弟 廖瑞丽之房客 唐羽菲之好友 于第                                                                                       |
| 庄可比          | 夏伟恒 | 阿弟 林淑贤之次子 夏伟忠之弟弟 廖瑞丽之房客 唐羽菲之好友 于第                                                                                       |

### 廖家
| 演员   | 角色   | 介绍                                                              |
| 陈诗莹 | 廖瑞恬 | 死妖精 廖瑞丽之姐姐 David之女友，后分 夏伟忠之                    |
| 吴俐璇 | 廖瑞丽 | 丽丽姐 廖瑞恬之妹妹 方德耀之女友，后分手 夏伟忠之房东，后为其女友 |

### 唐家
| 演员   | 角色   | 介绍                                                                       |
|        | 唐果   | 制作人 杨蜜之夫 唐羽菲、唐羽呈之父 已逝世                                  |
|        | 杨蜜   | 歌手 唐果之妻 唐羽菲、唐羽呈之母 已逝世                                    |
| 林静苗 | 唐羽菲 | 菲菲、肥肥、小妹 唐果、杨蜜之女 唐羽呈之姐姐 夏伟恒之好友 口头禅：你傻的啊 |
| 陈凯旋 | 唐羽呈 | 虾米 唐果、杨蜜之子 唐羽菲之弟弟                                           |

### 何家
| 演员   | 角色   | 介绍 |
| 刘铨盛 | 何启骏 | 知名羽球选手、羽球教练 张晨柔之夫 何毓婷之哥哥 夏伟忠之好友兼情敌，后闹翻 Joanne之情夫，后分手 王子云、唐羽呈之教练 |
| 钟晓玉 | 张晨柔 | Stella 何启骏之妻 夏伟忠之前女友 何毓婷之大嫂 于第2集帮助林淑贤找到夏伟忠 于第13集发现何启骏出轨，后选择原谅其 |
| 陈美君 | 何毓婷 | Joey 何启骏之妹妹 王子云之前女友 唐羽呈之欢喜冤家，后为其女友，最终分手 于4年前怀上王子云之孩子，后被何启骏所逼而堕胎，并在堕胎后出国念书 于第10集回国 于第11集重遇王子云 于第28集自杀，后被获救 于第29集意外被唐羽菲失手推下楼而导致脑部受创昏迷 |

### 其他演员
| 演员   | 角色   | 介绍                                                                            |
| 庄仲维 | 王子云 | Blue 何启骏之学员 何毓婷之前男友，后复合，最终分手 唐羽呈之情敌，曾为其手下败将 |
| 叶丰辉 | 黄鼠狼 | 黑帮老大 陈春莲之子 唐羽菲之男友，后为其夫 于第30集与唐羽菲结婚                 |
| 魏幽兰 | 陈春莲 | 黄老太 黄鼠狼之母 唐羽菲之家婆 于第2集病逝                                      |
| 陈思颐 | Joanne | 何启骏之情妇 张晨柔之死敌兼情敌                                                 |
| 郭京汶 | 方德耀 | 实习医生 廖瑞丽之男友，后分手                                                   |
| 曾添同 | 李文   | 王子云之死敌 于第6集诬蔑王子云殴打其                                            |
| 叶雅凤 | 阿娇   | 林淑贤之好友                                                                    |
| 朱雪梅 | 花姐   | 林淑贤之死敌并刻意针对其 针对和欺负夏伟恒                                       |
| 庄雪梅 | 阿姨   | 面包店老板 唐羽菲、唐羽呈之阿姨，并刻薄对待他们                                 |
| 陈微欣 | 猫姐   | 阿狗之妹妹                                                                      |
| 曾俊源 | 阿狗   | 猫姐之哥哥                                                                      |
| 黄子康 | David  | 廖瑞恬之男友，后分手                                                            |

### 特别演出
| 演员   | 角色   | 介绍                                        |
| 黄妙珠 | 黄妙珠 | 知名羽球选手 帮助夏伟忠解决“黄金扣球”的问题 |

## 轶事
- 此剧为《罪爱》之姐妹篇，大部分《罪爱》主演阵容例如辛伟廉、庄可比、林奕廷、吴俐璇、陈凯旋均为此剧之主演。
- 此剧为辛伟廉暂退荧幕之作。

## 注明
1. ↑  .   [2020-03-30]. （原始内容存档于2019-12-25）.
2. ↑  .   [2020-03-30]. （原始内容存档于2019-12-25）.